# Ernst Hagelin
Ernst Olof Hagelin, född den 27 januari 1862 i Norrköping, död den 30 augusti 1941 i Skebokvarn, var en svensk jurist.
Hagelin avlade hovrättsexamen i Uppsala 1887, blev vice häradshövding 1891 och advokat 1892. Han var delägare i Philip Lemans advokatbyrå i Göteborg 1897–1913 och ledamot av Vattenfallsstyrelsen 1908–1931.
Hagelin tillhörde i Göteborg det så kallade Lördagslaget, som samlades om lördagarna bland annat för att dryfta politiska frågor. Sällskapet räknade även bland andra Henrik Almstrand, Leonard Jägerskiöld, Axel Romdahl, Otto Sylwan, Ludvig Stavenow, Erik Björkman, Evald Lidén, Otto Lagercrantz, Axel Nilsson, Erland Nordenskiöld, Gösta Göthlin, Albert Lilienberg och Peter Lamberg.
Hagelin var gift med Hilda Leman (1872–1972), de är begravda på Östra kyrkogården i Göteborg.